# Seznam evroposlancev iz Litve (2004–2009)
Seznam evroposlancev iz Litve' v mandatu 2004-2009.

## Seznam
- Laima Liucija Andrikienė, Zveza očetnjave (Evropska ljudska stranka - Evropski demokrati)
- Šarūnas Birutis, Delavska stranka (Skupina zavezništva liberalcev in demokratov za Evropo)
- Danutė Budreikaitė, Delavska stranka (Skupina zavezništva liberalcev in demokratov za Evropo)
- Arūnas Degutis, Delavska stranka (Skupina zavezništva liberalcev in demokratov za Evropo)
- Jolanta Dičkutė, Delavska stranka (Skupina zavezništva liberalcev in demokratov za Evropo)
- Gintaras Didžiokas, Litvanska kmečka popularna zveza (Zveza za Evropo narodov)
- Eugenijus Gentvilas, Liberalna in centralna zveza (Skupina zavezništva liberalcev in demokratov za Evropo)
- Ona Juknevičienė, Delavska stranka (Skupina zavezništva liberalcev in demokratov za Evropo)
- Vytautas Landsbergis, Zveza očetnjave (Evropska ljudska stranka - Evropski demokrati)
- Justas Vincas Paleckis, Socialna demokratična stranka Litve (Stranka evropskih socialistov)
- Rolandas Pavilionis, Red in pravica (Zveza za Evropo narodov)
- Aloyzas Sakalas, Socialna demokratična stranka Litve (Stranka evropskih socialistov)
- Margarita Starkevičiūtė, Liberalna in centralna zveza (Skupina zavezništva liberalcev in demokratov za Evropo)